# Hamilton Heights
Hamilton Heights é um bairro da cidade de Nova Iorque, em Manhattan. Está localizado entre Manhattanville, ao sul, e Washington Heights, ao norte. Neste bairro, localiza-se parte da vizinhança de Sugar Hill, um distrito histórico.
O bairro é limitado ao sul pela 135th Street (Rua 135), pelo Rio Hudson ao oeste, pela 155th Street (Rua 155) ao norte, e pela Edgecombe Avenue ao leste. O nome do bairro deriva do nome de seu fundador Alexander Hamilton, que viveu seus últimos dois anos de vida na região.

## Demografia
Segundo o censo nacional de 2020, a sua população é de 49 410 habitantes e seu crescimento populacional na última década foi de 1,8%.
Residentes abaixo de 18 anos de idade representam 15,1%. Foi apurado que 46,5% são hispânicos ou latinos (de qualquer raça), 19,1% são brancos não hispânicos, 26,2% são negros/afro-americanos não hispânicos, 3,4% são asiáticos não hispânicos, 1,1% são de alguma outra raça não hispânica e 3,8% são não hispânicos de duas ou mais raças.
Possui 20 990 residências, um aumento de 3,8% em relação ao censo anterior, onde deste total, 7,1% das unidades habitacionais estão desocupadas. A média de ocupação é de 2,5 pessoas por residência.